# Ajia Paraskiewi (stacja metra)
Ajia Paraskiewi (gr: Αγία Παρασκευή) – stacja metra ateńskiego na linii 3 (niebieskiej). Została otwarta 30 grudnia 2010. Stacja znajduje się na terenie gminy Ajia Paraskiewi.